# Yao Di
Yao Di (Tientsin, 15 agosto 1992) è una pallavolista cinese, palleggiatrice della Savino Del Bene.

## Palmarès

### Club
- Campionato cinese: 7

2012-13, 2015-16, 2017-18, 2019-20, 2020-21, 2021-22, 2022-23
- Campionato asiatico per club: 2

2012, 2019
- Coppa CEV: 1

2022-23

### Nazionale (competizioni minori)
- Campionato mondiale under 20 2011
- Campionato mondiale under 23 2013
- Coppa asiatica 2014
- Giochi Asiatici 2014
- Montreux Volley Master 2016
- Coppa asiatica 2016
- Montreux Volley Master 2017

### Premi individuali
- 2011 - Campionato asiatico per club: Miglior palleggiatrice
- 2012 - Campionato asiatico per club: Miglior palleggiatrice
- 2011 - Campionato mondiale under 20: Miglior palleggiatrice
- 2013 - Campionato mondiale under 23: MVP
- 2013 - Campionato mondiale under 23: Miglior palleggiatrice
- 2016 - Chinese Volleyball League: Miglior palleggiatrice
- 2017 - Campionato asiatico per club: Miglior palleggiatrice
- 2018 - Chinese Volleyball Super League: Miglior palleggiatrice
- 2020 - Chinese Volleyball Super League: Miglior palleggiatrice
- 2022 - Chinese Volleyball Super League: Miglior palleggiatrice